# Zondoma
Zondoma är en provins i Burkina Faso.   Den ligger i regionen Nord, i den centrala delen av landet, 130 km nordväst om huvudstaden Ouagadougou. Antalet invånare är 139 784. Huvudort är Gourcy.